# بيت أوبراين (لاعب كرة قاعدة أمريكي)
بيت أوبراين (بالإنجليزية: Pete O'Brien)‏ هو لاعب كرة قاعدة أمريكي، ولد في 9 فبراير 1958 في سانتا مونيكا في الولايات المتحدة.

## وصلات خارجية
- بيت أوبراين (لاعب كرة قاعدة أمريكي) على موقعبيزبول رفرنس.كوم (الدوري الرئيسي) (الإنجليزية)
- بيت أوبراين (لاعب كرة قاعدة أمريكي) على موقع مشجعي الرسوم البيانية (الإنجليزية)